# Organización del Bachillerato Internacional

Logo del IB

La Organización del Bachillerato Internacional (OBI) es una fundación educativa internacional creada en el año 1968 en Ginebra, Suiza. La OB ofrece cuatro programas educacionales dirigidos a estudiantes desde los 3 hasta los 19 años. Los programas se imparten en colegios e institutos de todo el mundo y están usualmente aceptados como condición suficiente para el acceso a la universidad.
Nótese que Programa del Bachillerato Internacional, o simplemente Bachillerato Internacional, son nombres erróneamente empleados para significar uno solo de los programas que ofrece la OBI, precisamente el Programa del Diploma del IB.
La idea original de la OBI fue proporcionar a las escuelas un currículo aceptado universalmente por las instituciones de educación superior que facilitara la formación de los estudiantes con movilidad internacional. Dicha idea culminó con la creación del Programa del Diploma en 1968. Por su parte, el Programa de los Años Intermedios y el Programa de la Escuela Primaria fueron creados en 1994 y 1997, respectivamente, lo que permite una formación continua y global en el marco de la OBI.
La OBI recibe una cuota de los colegios que ofrecen alguno de los programas. Durante las primeras décadas de funcionamiento, los colegios que ofertaban los programas eran privados, pero el número de centros públicos que lo imparten ha aumentado hasta superar el número de centros privados. Actualmente hay 2137 colegios del BI, 1210 de carácter público y 927 de carácter privado, de más de 120 países, con más de 500.000 estudiantes (septiembre de 2007).
La OBI tiene cuatro oficinas regionales: Norteamérica y el Caribe (situada en Nueva York), América Latina (situada en Buenos Aires), Asia-Pacífico (situada en Singapur) y África/Europa/Oriente Medio (situada en Ginebra).
El primer director general de la OBI fue Alec Peterson, que jugó un papel fundamental en el desarrollo de la organización. Este cargo está ocupado desde el 1 de mayo de 2021 por Olli-Pekka Heinonen.

## Programas
Los programas que ofrece la OBI alrededor del mundo son:
- Programa de la Escuela Primaria del BI,[4] dirigido a escolares entre los 3 y los 12 años.
- Programa de los Años Intermedios del BI,[5] dirigido a escolares entre los 11 y los 16 años.
- Programa del Diploma del BI,[6] dirigido a estudiantes entre los 16 y los 19 años.
- Programa de Orientación Profesional del BI, dirigido a escolares entre los 16 y los 19 años.